# مارگارت پرووانسی
مارگارت پرووانسی (انگلیسی: Margaret of Provence; بهار ۱۲۲۱ – ۲۰ دسامبر ۱۲۹۵ (۷۴سال)) همسر لوئی نهم پادشاه فرانسه و ملکه فرانسه بود.

## اوایل زندگی
مارگارت در بهار سال ۱۲۲۱ در فورکالکیور متولد شد. او بزرگ‌ترین دختر از چهار دختر رامون برنگوئر چهارم، کنت پرووانس و بئاتریس ساووی بود. خواهران کوچکتر او النور، ملکه انگلستان، سانچیا، ملکه رومن‌ها و بئاتریس، ملکه سیسیل بودند. او به ویژه به النور که با او همسن بود نزدیکی بیشتری داشت و تا زمان پیری رابطه دوستانه‌ای با او داشت.